# Offensive Records
Offensive Records je diskografska kuća koju je osnovao DJ Paul Elstak 2001. nakon što je napustio Rotterdam Records. Specijalizirana je za produciranje hardcore/gabber glazbe.
Prvo izdanje bilo je "Your Mother Sucks Kocks in Hell" s The Headbangerom. Bio je to veliki skandal u Nizozemskoj. No, 2002. je ostavio veći uspjeh u suradnji s The Stunned Guysima i MC Ruffianom s pjesmom "Bombing Eardrumz". Od tada je s Mainframeom i Infamousom objavio ploču 2003. Zadnja ploča objavljena je 6. studenog 2009. pod nazivom Angels Deserve To Die stvorena u suradnji s novim izvođačima Beatstreamom i Radiateom. Pjesme u ovoj diskografskoj kući jesu stil samoga Paula Elstaka, iskrivljeni bas, ritmički jedinstveno podsjećivanje na vojsku, uključujući "One Day (We All kill'em)", "Furious Anger" i "This Is Our Territory". Mnogi izvođači su pod ugovorom.

## Izvođači
- Accelarator
- Dione
- DJ Distortion
- DJ Panic
- DJ Paul Elstak
- Firestone
- J.D.A.
- Mainframe
- MC Ruffian
- MC Whiplash
- Radiate
- The Headbanger
- The Hitmen
- The Stunned Guys
- Tommyknocker

## Vanjske poveznice
- Offensive Records
- Offensive Records diskografija
- Offensive Records na Partyflocku